# Bryum altaicum
Bryum altaicum är en bladmossart som beskrevs av Brotherus 1929. Bryum altaicum ingår i släktet bryummossor, och familjen Bryaceae. Inga underarter finns listade i Catalogue of Life.